# Федорівка Друга
Фе́дорівка Дру́га — село Соледарської міської громади Бахмутського району Донецької області в Україні.

## Населення

### Мова
Розподіл населення за рідною мовою за даними перепису 2001 року:
| Мова       | Кількість | Відсоток |
| ---------- | --------- | -------- |
| українська | 72        | 85.71%   |
| російська  | 12        | 14.29%   |
| Усього     | 84        | 100%     |

1. ↑  Рідні мови в об'єднаних територіальних громадах України — Український центр суспільних даних